# گروه آتشفشانی کانلون
گروه آتشفشانی کانلون (به لاتین: Kunlun Volcanic Group) یک کوه در چین است که در چین واقع شده‌است. گروه آتشفشانی کانلون ۵٬۸۰۸ متر بالاتر از سطح دریا واقع شده‌است.